# Kaunterbach
Der Kaunterbach ist ein etwa 4 km langer, westlicher und linker Zufluss der Eyach auf dem Gebiet der Städte Geislingen und Balingen im baden-württembergischen Zollernalbkreis.

## Hydronomastik
In der Digitalen Topografischen Karte und der TK 25 wie auch in der historischen Flurkarte Württembergs wird nur der hier beschriebene Hauptstrang als Kaunterbach benannt. Das AWGN hingegen bezeichnet den längsten Hauptstrang-Oberlauf als Kaunterbach. Hierbei handelt es sich nach tradierter Benennung jedoch um den Riedbach, der ab der Gemarkungsgrenze von Ostdorf als Talbach bezeichnet wird und diesen Namen bis zum Zusammenfluss mit dem weitaus kürzeren Kaunterbach behält.
In der Historischen Flurkarte wird der Bach noch als Kauntenbach bezeichnet.

## Geographie

### Verlauf
Der Kaunterbach entspringt im Gewann Giebel auf einer Höhe von ca. 604 m ü. NHN am südlichen Stadtrand von Geislingen. Von dort fließt er zunächst als begradigter Graben ostwärts. Er durchfließt im Oberen Balgenau einen kleinen Weiher. Nördlich von Schmiden beginnt der Bach einen naturnäheren Lauf. Er unterquert die Landesstraße 365 und vereinigt sich kurz darauf im Gewann Grundlosen mit dem längeren Oberlaufast Talbach. Der Bach mündet im Gewann Mühlhalde nördlich der Kläranlage auf einer Höhe von 485 m ü. NHN von links und Westen in die Eyach.
Der 3,9 km lange Lauf des Kaunterbachs endet 119 Höhenmeter unterhalb seiner Quelle, er hat somit ein mittleres Sohlgefälle von etwa 30 ‰.

### Einzugsgebiet
Das schmale Einzugsgebiet des Kaunterbachs gehört naturräumlich gesehen zum Südwestlichen Albvorland. Sein höchster Punkt liegt ganz im Südwesten auf dem Wahlberg auf 623 m ü. NHN. Südlich grenzt das Einzugsgebiet des Talgrabens an, der ebenfalls in die Eyach mündet. Die nördlich angrenzenden Einzugsgebiete von Igelsbach und Talbach gehören ebenfalls zum Vorgebiet des Kaunterbachs.

### Zuflüsse
Von der Quelle zur Mündung.
Im Oberlauf sammelt der Kaunterbach einige Gräben aus den angrenzenden Flächen.
- Talbach oder Riedbach, von links und Nordosten im Gewann Grundlosen, ca. 9,2 km[LUBW 4] und ca. 10,305 km²[LUBW 3]
  - Emertal von links und Westen, ca. 2,36 km[LUBW 2] und ca. 1,004 km²[LUBW 3]
  - Deutental von links und Westen, ca. 2,27 km[LUBW 2] und ca. 1,28 km²[LUBW 3]
  - Zwerenbach von links und Norden, ca. 1,07 km[LUBW 2]
  - Igelsbach von rechts und Westen, ca. 1,39 km[LUBW 2] und ca. 0,752 km²[LUBW 3]

## Schutzgebiete
Der Kaunterbach fließt größtenteils im Vogelschutzgebiet Wiesenlandschaft bei Balingen. Die Mündung befindet sich im Landschaftsschutzgebiet Eyachtal beim Eckwäldchen.

### LUBW
Amtliche Online-Gewässerkarte mit passendem Ausschnitt und den hier benutzten Layern: Lauf und Einzugsgebiet des Kaunterbachs

Allgemeiner Einstieg ohne Voreinstellungen und Layer: Daten- und Kartendienst der Landesanstalt für Umwelt Baden-Württemberg (LUBW) (Hinweise)
1. 1 2 3  Höhe ermittelt über WPS-Prozess (Geländehöhe).
2. 1 2 3 4 5  Länge nach dem Layer Gewässernetz (AWGN), ergänzt um den Unterlauf ab dem Zusammenfluss von Kaunterbach und Talbach.
3. 1 2 3 4 5  Einzugsgebiet nach dem Layer Basiseinzugsgebiet (AWGN). Summe des BEZG "Kaunterbauch" und "Kaunterbach uh. Kaunterbach"
4. ↑  Länge des Unterlaufs abgemessen auf dem Hintergrundlayer Topographische Karte und von der Gesamtlänge abgezogen.

### Andere Belege
1. ↑  Kartenbasierte Suche auf LeoBW
2. ↑  Friedrich Huttenlocher: Geographische Landesaufnahme: Die naturräumlichen Einheiten auf Blatt 178 Sigmaringen. Bundesanstalt für Landeskunde, Bad Godesberg 1959. → Online-Karte (PDF; 4,3 MB)